# 許凱迪
許凱迪（英語：Kai Ti Hsu，1984年—）是臺灣插畫家。

## 生平
曾於2015年參加苗栗縣政府國際文化觀光局舉辦的「苗栗意象•創意海報設計競賽」獲得金獎。

## 爭議
2015年許凱迪在網路上發表作品，被義大利的艾米朗若·龐茲（Emiliano Ponzi）藝術工作者於5月13日在臉書上指出與他紐約時報創作的作品雷同，而他表示的確是抄襲。也有與英國插畫家約翰·霍爾克羅夫特（John Holcroft）、日本設計師福田繁雄的作品相同。並被媒體發現意圖諷刺阿帕契打卡案的作品，像是另一名義大利插畫家達維德·博納齊（Davide Bonazzi）的專欄插圖華爾街日報「Business Schools Are Expanding in Africa」及科学美国人「Diagnosing Alzheimer's」。

## 外部連結
- 官方网站
- 許凱迪的Facebook專頁
- 許凱迪的Tumblr